# Руффини, Анджело
А́нджело Руффи́ни (итал. Angelo Ruffini; 17 июля 1864, Претаре, Марке — 7 сентября 1929, Барагацца, Эмилия-Романья) ─ итальянский биолог (эмбриолог, гистолог, анатом, физиолог) и врач.
Академик Национальной академии дей Линчеи (1925). Наиболее известен исследованиями периферической нервной системы и открытием телец Руффини.

## Биография
Родился 17 июля 1864 года в селении Претаре, одной из фракций коммуны Аркуата-дель-Тронто, в семье судьи Джакомо Руффини и Винченцы Саладини. Был старшим из семи детей: трёх мальчиков и четырёх девочек. Ранние годы своего детства он провёл в Аркуате-дель-Тронто. Семья Руффини была известной и уважаемой в городе: дед Анджело, Серафино, погиб за независимость Италии, брат его отца был священником.
Когда дядя-священник был назначен настоятелем в селение Моццано, одну из фракций коммуны Асколи-Пичено, вся семья переехала вместе с ним, там Анджело прожил пять лет.
Анджело с детства проявлял способности и интерес к обучению. По окончании начального образования в Моццано, по настоянию дяди, который страстно желал, чтобы его любимый племянник начал священническую карьеру, был принят в семинарию Асколи-Пичено. Проучившись в семинарии четыре года, Анджело покинул её, так как не чувствовал призвания к карьере священника. Продолжил своё обучение в светском лицее и получил аттестат о среднем образовании с отличными оценками.

### Научная деятельность
В 1884 году поступил на медико-хирургический факультет Королевского университета Болоньи. Окончил курс обучения 9 июля 1890 года с отличием, единственным из более чем ста студентов, защитив диссертацию на тему «Изменения нервной системы в случае ненаследственной малой хореи у взрослого».
Руффини подготовил свою диссертацию в лаборатории нормальной и патологической гистологии, которую сам создал в больнице Болоньи под эгидой Гвидо Бенданди, заведующего хирургическим отделением, одного из пионеров болонской нейрохирургии.
После окончания университета, с 1891 по 1895 год был назначен Аугусто Мурри руководителем лаборатории и ассистентом медицинской клиники. В клинике он проводил исследования, которые привели его к открытию нового терминального нервного органа в подкожной клетчатке кончиков пальцев, сегодня называемого тельцами Руффини. 12 ноября 1893 года Руффини сделал доклад о своём открытии в Национальной академии деи Линчеи.
Эта первая часть его научной карьеры была в основном посвящена макроскопической анатомии, с важными исследованиями, касающимися внутреннего уха млекопитающих. Однако наиболее оригинальные результаты были получены в неврологической области. В 1891 году он показал существование трёх новых форм нервного расширения: папиллярных чешуек, петель сосудистых сосочков и субпапиллярной амиелиновой сети.
В 1894 году он получил должность преподавателя нормальной гистологии, но из-за экономических проблем он покинул Болонью. Поскольку, научные исследования не приносили адекватной материальной компенсации, ему пришлось отказаться от должности и официальной научной карьеры.
В том же 1894 году, после участия в публичном конкурсе, он получил должность врача-хирурга и директора  небольшой больницы в Лучиньяно в провинции Ареццо, где он проработал в течение шести лет, выполняя с большим успехом обязанности хирурга, гинеколога, акушера и отолога.
Но даже в этот период он не преминул посвятить себя исследованиям в небольшой лаборатории гистологии и эмбриологии, которую он создал в больнице Ареццо. В ней он проводил многочисленные исследования по гистологии, эмбриологии и описательной анатомии.
В 1901 году он поступил в Анатомический институт Сиены и стал профессором эмбриологии. В 1903 году он получил должность заведующего кафедрой эмбриологии. В этот период он в основном интересовался эмбриологией: разработал оригинальные методы сечения и наблюдения за яйцами, глубоко изучил онтогенетические процессы, в частности у лягушки. Его методологическая ориентация была строго физиолого-функциональной, всегда сочетая морфологический аспект с гистологией, чтобы ответить на вопросы физиологии.
В 1910 году Национальная академия деи Линчеи наградила его двумя премиями и золотой медалью (так называемой dei Quaranta).
В 1912 году он участвовал в конкурсе на кафедру гистологии и общей физиологии, объявленном Болонским университетом, и занял первое место.
Умер 7 сентября 1929 года в местечке Барагацце ─ фракции коммуны Кастильоне-дей-Пеполи.

## Награды и звания
- Член-корреспондент (1910), академик (1925) Национальной академии деи Линчеи[2]
- Золотая медаль Национальной академии деи Линчеи
- Почётный член Медико-хирургического общества Болоньи (1912)
- Почётный член (1913), академик (1929) Академии наук Болонского института
- Почётный член Медицинской академии Рима (1914)
- Почётный член Брюссельского общества медицинских и естественных наук (1919)
- Почётный член Туринской медицинской академии (1922)
- Почётный член Академии наук, литературы и искусств Марке (1927)

## Труды
- Fisiogenia. La biodinamica dello sviluppo ed i fondamentali problemi morfologici dell'embriologia generale, Vallardi, Milano, 1925
- Processi di tecnica embriologica ed istologica, Bologna, Cappelli, 1927

## Память
В честь Анджело Руффини названы:
- улица в Асколи-Пичено
- улица в Болонье
- улица в Сан-Бенедетто-дель-Тронто
- улица в Пунта Прошутто, фракции коммуны Порто-Чезарео
- средняя школа в Аркуата-дель-Тронто

Мемориальная доска
- мемориальная доска, на фасаде дома, в котором родился Руффини, в Претаре (существовала до землетрясения 2016 года)

## Семья
- Жена ─ Карла Малгора
- Сын ─ Джакомо